# 古川治 (日本思想史学者)
古川 治（ふるかわ おさむ、1934年 - ）は、日本思想史学者、兵庫教育大学名誉教授。

## 人物・来歴
1961年京都大学教育学部卒、同大学院博士課程満期退学。龍谷大学助手、1967年甲子園大学専任講師、70年助教授、1971年姫路学院女子短期大学教授、1994年「中江藤樹の総合的研究」で東北大学文学博士。1996年兵庫教育大学教授、2000年定年退官、名誉教授、関西福祉大学教授。2015年退職。

## 著書
- 『中江藤樹』明徳出版社 シリーズ陽明学 1990
- 『中江藤樹の総合的研究』ぺりかん社 1996
- 『淵岡山』明徳出版社 シリーズ陽明学 2000

翻訳
- スティーブ・ビドルフ『幸せになれる子どもの秘密』PHP研究所 2001

記念論文集
『伝統と創造 古川治教授退官記念論文集』人文書院 2000